# Smedjeåns naturreservat
Smedjeåns naturreservat var ett naturreservat i Laholms kommun i Hallands län. Reservatet upphörde 2021 då Smedjeån Skönhults naturreservat bildades.